# San Francisco (Península de Macanao)
Pour les articles homonymes, voir San Francisco.
San Francisco est l'une des deux divisions territoriales et statistiques et l'unique paroisse civile de la municipalité de Península de Macanao dans l'État de Nueva Esparta au Venezuela. Sa capitale est Boca de Pozo.